# IC 4965
IC 4965 је лентикуларна галаксија у сазвјежђу Паун која се налази на листи објеката дубоког неба у Индекс каталогу.
Деклинација објекта је - 56° 49' 34" а ректасцензија 20h 12m 27,3s. Привидна величина (магнитуда) објекта IC 4965 износи 13,6 а фотографска магнитуда 14,6. IC 4965 је још познат и под ознакама ESO 186-11, AM 2008-565, PGC 64272.